# (322756) 2001 CK32
(322756) 2001 CK32, também escrito como (322756) 2001 CK32, é um asteroide Aton transiente coorbital de Vênus, mas também é um asteroide cruzador de Mercúrio e da Terra. O mesmo possui uma magnitude absoluta de 19,0 e tem um diâmetro com cerca de 800 metros.

## Descoberta
(322756) 2001 CK32 foi descoberto no dia 13 de fevereiro de 2001 pelo Lincoln Near-Earth Asteroid Research (LINEAR).

## Órbita
A órbita de (322756) 2001 CK32 tem uma excentricidade de 0,3824157 e possui um semieixo maior de 0,725476965 UA. O seu periélio leva o mesmo a uma distância de 0,44804316 UA em relação ao Sol e seu afélio a 1,002910769 UA.

## Asteroide potencialmente perigosa
(322756) 2001 CK32 está incluído na lista do Minor Planet Center como um objeto potencialmente perigoso, como está periodicamente dentro de 0,05 UA da Terra.